# Emanuel Beltrán
Emanuel Tomás Beltrán Bardas (Santa Lucía, 23 gennaio 1998) è un calciatore uruguaiano, difensore dell'Instituto (C) in prestito dal Boston River.

## Caratteristiche tecniche
È un terzino destro.